# Izabela Yankova
Izabela Yankova é uma ciclista de montanha búlgara. Yankova venceu o Campeonato Mundial de Ciclismo de Montanha da UCI em 2021 na categoria Júnior Feminina. Ela é a primeira ciclista búlgara a vencer um campeonato mundial. Yankova competiu na categoria feminina de alto desempenho na IXS European Downhill Cup, conquistando a série geral na final em Maribor, na Eslovénia.